# Stara Kraśnica

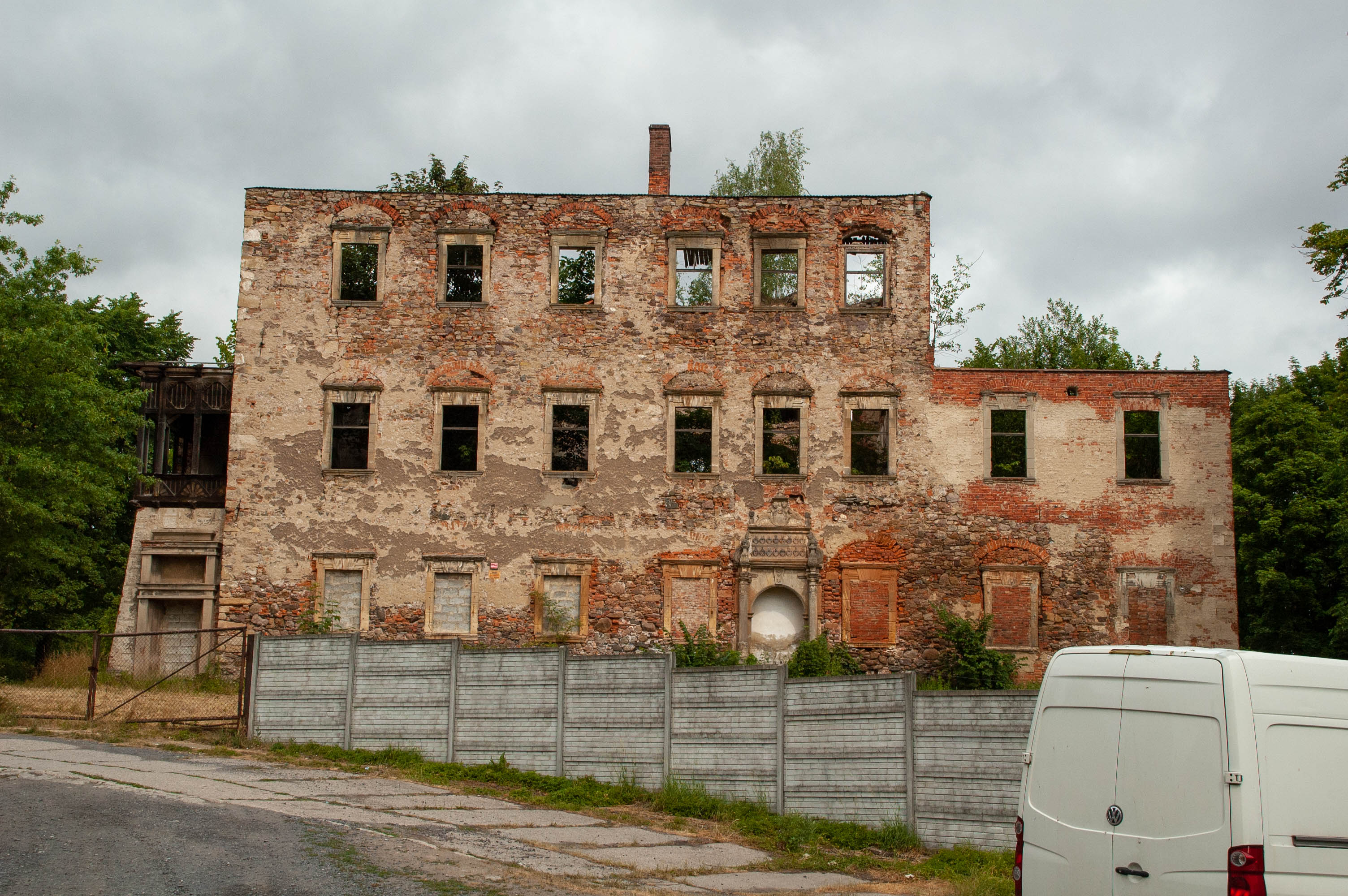
Schloss Alt-Schönau

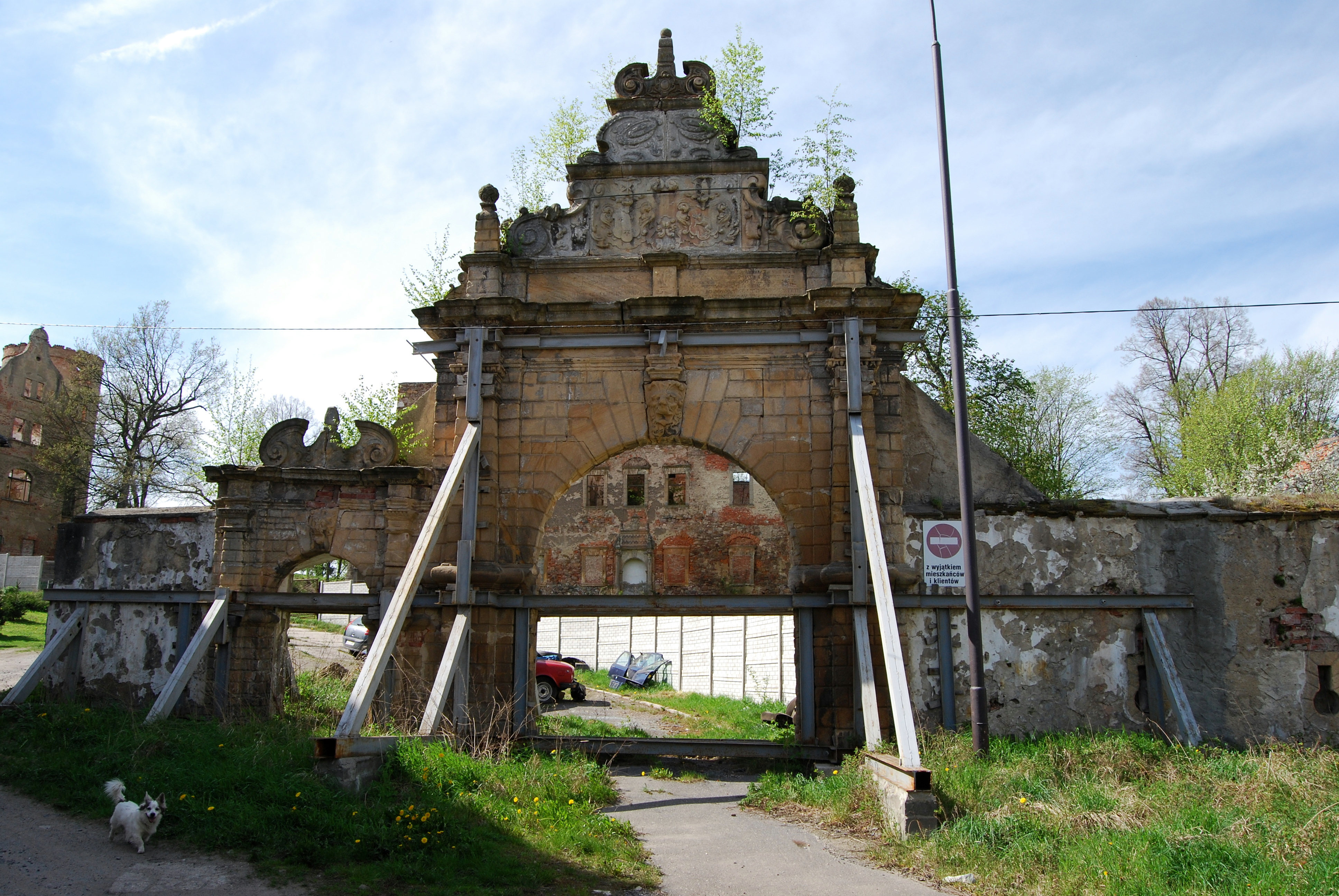
Eingangstor zum Schloss

Stara Kraśnica (deutsch Alt-Schönau an der Katzbach) ist ein Ort in der Gemeinde Świerzawa (Schönau an der Katzbach) in der Woiwodschaft Niederschlesien in Polen.

## Geographische Lage
Der Ort liegt ungefähr 3 Kilometer südöstlich von Świerzawa (Schönau an der Katzbach) und fünfzehn Kilometer südlich von Złotoryja (Goldberg) am Fluss Katzbach (Kaczawa).

## Geschichte
1376 wurde er Ort als "Schonow" erwähnt. Nach dem Ersten Schlesischen Krieg fiel Alt-Schönau mit dem größten Teil Schlesiens 1741/42 an Preußen. 1845 zählte das Dorf 141 Häuser, 986 Einwohner (davon 202 katholisch), evangelisch und katholisch nach Schönau gepfarrt, eine evangelische Schule, drei Wassermühlen, eine Rossmühle, eine Sägemühle, eine Lohmühle, 27 Handwerker, zwölf Händler, eine Kalkbrennerei und ein königliches Zollhaus. Zum Ort gehörten außerdem:
1. Oberhof oder Eberhof
2. Roterhof oder Sophienhof
3. Schlosshof im Dorf mit einem herrschaftlichen Schloss
4. Georgenhof, Weiler an der Straße von Schönau nach Jauer
5. Helmsbach, südwestlich gelegener Weiler mit einer Bleiche
6. Vorder-Mochau oder Kalterhof[1]

Bis 1945 gehörte Alt-Schönau zum Landkreis Goldberg. Als Folge des Zweiten Weltkrieges fiel Alt-Schönau 1945 an Polen. Die einheimische deutsche Bevölkerung wurde – soweit sie nicht schon vorher geflohen war – vertrieben. Nach einiger Literatur war der erste Nachkriegsname Stary Szunów, während der Bahnhof den Namen Sieńsk Stary verwendete. Am 12. November 1946 erhielt der Ort den heutigen polnischen Namen Stara Kraśnica.

## Sehenswürdigkeiten
- Das Schloss Alt Schönau (polnisch Zamek w Starej Kraśnicy) wurde in den 1620er Jahren vom damaligen Gutsbesitzerin von Schweinichen im Renaissancestil umgebaut. Nach 1945 in einen staatlichen Landschaftsbetrieb umgewandelt, darauf verfallen, heute Ruine.
- Die Villa wurde 1902 vom damaligen Gutsbesitzer neben dem alten Schloss im Stil der Neorenaissance erbaut. Zum Gebäudekomplex gehören außerdem ein Eingangstor, eine Brauerei, eine Mühle, sowie Stallungen, Wirtschaftsgebäude und ein Landschaftspark.[2]